# 昆利加·霍夫卡佩莱特
瑞典皇家交响乐团（瑞典語：Kungliga Hovkapellet，直译：「皇家宫廷管弦乐队」，發音：[ˈkɵ̂ŋːlɪɡa ˈhôːvkaˌpɛlːɛt]）是一支瑞典管弦乐团，最初位于首都斯德哥尔摩，属于瑞典皇家宫廷乐团。它的存在最早记录于1526年。1773年后，它成为瑞典皇家歌剧院公司下属乐团。
瑞典皇家交响乐团是世界上最古老的管弦乐团之一,1526年首次被记录在皇家档案中。 乐团最初由音乐家和歌手组成。1727年前，它只有男性成员，直到Sophia Schröder和 Judith Fischer 被聘为歌手； 1850年代，竖琴家Marie Pauline Åhman成为第一位女性乐器演奏家。17世纪，它在杜本家族的领导下进入黄金时期。自1773年瑞典国王古斯塔夫三世创立瑞典皇家歌剧院后，瑞典皇家交响乐团便成为该歌剧院的一部分。